# Sarinda marcosi
Sarinda marcosi là một loài nhện trong họ Salticidae.
Loài này thuộc chi Sarinda. Sarinda marcosi được Piza miêu tả năm 1937.